# 三田涼子
三田 涼子（みた りょうこ、1978年6月20日 - ）は、フリーアナウンサー。トゥインクル・コーポレーション所属。元東京メトロポリタンテレビジョン（東京MXテレビ／TOKYO MX）報道センター報道部のアナウンサー・キャスター。

## 経歴・人物
千葉県柏市出身。学習院大学文学部フランス文学科を卒業した。血液型A型、身長154cm。趣味はピアノ、フットサル。猫好き。
2001年、東京MXテレビに入社した。同年秋より『TOKYO MX NEWS』キャスターを務める。
2003年10月、前田晴美に代わって『TOKYOモーニングサプリ』の月曜日担当キャスターになり、2004年10月からは産休により降板した桐田咲智代に代わり水曜日を2007年3月まで担当した。JリーグのFC東京の大ファンとしても知られ、FC東京戦の実況中継（リポーター）や、関連番組『FC東京ホットライン』にも出演し、自らもフットサル競技をおこなっている。
2008年4月7日付けの自身の公式ブログ（当時）で結婚したことを公表した。
2012年10月、東京MXテレビを退社することをブログで公表した。同年11月、正式に退社した。

## 過去の担当番組（ラジオ）
- JFNニュース（月 - 木曜日の20・21時台）
- TOKYO FM NEWS、TOKYO FM トラフィックレポート（土曜日）

## 過去の担当番組（MX）
- TOKYOモーニングサプリ（2003年10月 - 2007年3月）
- FC東京ホットライン（2003年 - 2010年）
- フォルツァ!マリーゼ
- TOKYO SPORTS EYE
- TOKYO MX NEWS